# آگنار میکله
آگنار میکله، (۸ اوت ۱۹۱۵ - ۱۵ ژانویه ۱۹۹۴)  یک نویسنده و خبرنگار  نروژی بود. وی همچنین در تئاتر عروسکی نقش فعال هنری داشت.
آگنار میکله و ناشر یکی از رمان های وی، با عنوان  «آواز یاقوت  سرخ» ، نشر سال ۱۹۵۶  به بهانه پرده دری های جنسی، مورد شکایت رسمی قرار گرفتند.  این شکایت منجر به  یکی از گسترده ترین و جنجالی ترین دعاوی حقوقی در تاریخ ادبیات نروژ شد.

## جوانی ، کار و تحصیل
آگنار میکْلِه، دوران رشد و نوجوانی خود را تروندهایم، سومین شهر بزرگ نروژ گذراند.  وی در این شهر به مدرسهٔ متوسطه، در رشتهٔ بازرگانی رفت و در سال ۱۹۳۵ دیپلم گرفت. در بهار سال بعد به او پیشنهاد کار در همان دبیرستان قدیمی اش داده شد و آگنار میکْلِه، در سال ۱۹۳۶ جوانترین کارمند مدرسهٔ بازرگانی در چیرکه نس بود.
آگنار میکْلِه، در پاییز ۱۹۳۹، در مدرسهٔ عالی بازرگانی برگن، به ادامه تحصیل پرداخت .  در دورهٔ دانشجویی وی به یک گروه دانشجویی سوسیالیست پیوست و در گروه آوازخوانی، دانشگاه نیز فعال بود. آگنار میکْلِه، اولین داستان خود را در سال ۱۹۴۴ منتشر کرد. در سال ۱۹۴۸ ضمن یک سفر به پاریس، به تئاتر عروسکی علاقه پیدا کرد. میکْلِه، بعد از تحصیل در رشته تئاتر عروسکی و بازگشت به نروژ، در تأسیس مدرسهٔ تئاتر عروسکی نروژ مشارکت داشت. آگنار میکْلِه، از سال ۱۹۴۹ مسئول  انجمن آگاهی کارگران، در امور مربوط به تئاتر بود. وی در سال ۱۹۵۴ یک کتاب آموزشی در رشتهٔ تئاتر عروسکی منتشر کرد.

## پرونده میکْلِه
انتشار رمان «آواز یاقوت سرخ» در سال۱۹۵۶ و توصیف جزئیات آمیزش جنسی ، در آن سالها، طبق معیارهای عرفی و فرهنگی نروژ، امری بی سابقه بود. در نتیجه هم میکْلِه و هم مدیر شرکت انتشاراتی  مسئول، به اتهام اشاعه پورنوگرافی به دادگاه  فراخوانده شدند.

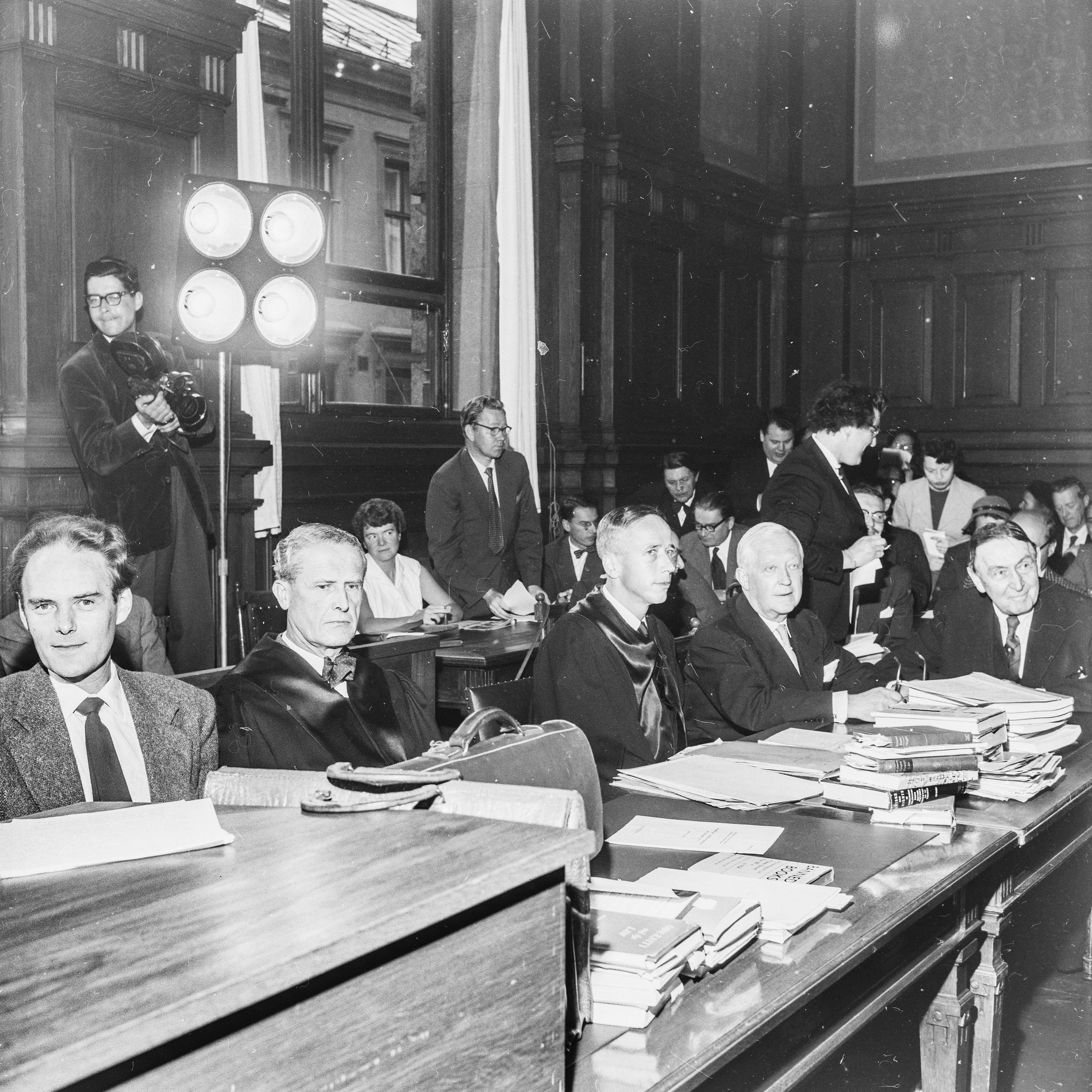
دادگاه تجدیدنظر در دیوان عالی کشور نروژ، در ۹ مه ۱۹۵۸ ، معروف به پرونده میکله.

در جریان محاکمه در پاییز سال ۱۹۵۷، دادستان کشور، ضمن بازگوی صحنه های آمیزش جنسی از متن کتاب، اثر اخیر آگنار میکْلِه  را گستاخانه تر از اثرهای قبلی وی خواند. اما در مقابل، نویسندگان و شخصیت های ادبی برجسته ای  در فضای فرهنگی وقت نروژ، از  آگنار میکْلِه، و رمان وی دفاع کردند. نهایتاً میکْلِه و مدیر انتشاراتی تبرئه شدند اما  نسخه های باقی توقیف، و انتشار مجدد کتاب ممنوع اعلام شد.
در کنار روند  رسمی محاکمه ، آگنار میکْلِه،  در خارج از دادگاه، مورد انتقاد شدید به خاطر شباهت زیاد شخصیت های داستانش ، با شخصیت های واقعی قابل بازشناسی، قرار گرفت. از جمله یکی از شخصیتهای معروف اجتماعی و سیاسی ‌نروژ در آن زمان، آگنار میکْلِه را هنرمندی خواند که بیشتر از یک کودک ۸ ساله احساس مسئولیت ندارد.
پس از محاکمه ، آگنار میکْلِه، هرگز شخصیت قبلی خود را باز نیافت. البته او به شهرت رسیده بود و به نوشتن ادامه داد. اما تنها تعداد کمی از نوشته های خود را منتشر کرد.
آثار منتشر شده پس از مرگ وی  در سال ۱۹۹۴ دارای کیفیت کاملاً چندگانه ای هستند.